# Diga di Polat
La diga di Polat è una diga della Turchia. Si trova nella provincia di Malatya.